# Bahnhof Lelystad Centrum
Der Bahnhof Lelystad Centrum ist der größte Bahnhof der niederländischen Stadt Lelystad sowie der am zweitstärksten frequentierte Bahnhof der Provinz Flevoland. Er ist zentraler Knotenpunkt im städtischen ÖPNV. Durch den Bahnhof verkehren nationale Regional- und Fernverkehrszüge.

## Geschichte
Der Bahnhof wurde am 28. Mai 1988 mit der Verlängerung der Bahnstrecke Weesp–Lelystad von Almere Buiten eröffnet. Es ist der einzige Bahnhof der Stadt; der im Rohbau befindliche Bahnhof Lelystad-Zuid wird aufgrund der langsameren Bevölkerungsentwicklung nicht vor 2025 in Betrieb gehen. Der Bahnhof befindet sich in Hochlage, inmitten des Zentrums von Lelystad.
Nach einem Ausbau hat der Bahnhof nunmehr 4 Gleise. Diese Kapazitätserweiterung war mit dem Bau der Bahnstrecke von Zwolle nach Lelystad erforderlich geworden.

## Streckenverbindungen
Im Jahresfahrplan 2022 bedienen folgende Linien den Bahnhof Lelystad Centrum:
| Zugtyp    | Linienverlauf | Frequenz |
| --------- | --- | --- |
| Intercity | Den Haag Centraal – Schiphol Airport – Amsterdam Zuid – Almere Centrum – Lelystad Centrum – Zwolle – Groningen                                            | stündlich |
| Intercity | Den Haag Centraal – Schiphol Airport – Amsterdam Zuid – Almere Centrum – Lelystad Centrum – Zwolle – Meppel – Leeuwarden                                  | stündlich |
| Intercity | (Lelystad Centrum – Almere Centrum – Amsterdam Zuid –) Schiphol Airport – Leiden Centraal – Den Haag HS – Delft – Rotterdam Centraal – Dordrecht          | halbstündlich (fährt nur in der HVZ zwischen Lelystad Centrum und Schiphol Airport; fährt nicht nach 20 Uhr und nicht am Wochenende) |
| Intercity | Groningen – Assen – Zwolle – Lelystad Centrum – Almere Centrum – Amsterdam Centraal                                                                       | freitag- und samstagnachts ein Zugpaar in Richtung Amsterdam                                                                         |
| Sprinter  | (Den Haag Centraal –) Leiden Centraal – Schiphol Airport – Amsterdam Sloterdijk – Amsterdam Centraal – Weesp – Almere Centrum – Lelystad Centrum – Zwolle | halbstündlich (fährt nur abends und am Wochenende zwischen Den Haag Centraal und Leiden Centraal)                                    |